# 이경원 (야구 선수)
이경원(1977년 6월 23일 ~ )은 전 KBO 리그 KIA 타이거즈의 투수였다.
현 이천시 리틀야구단 감독

## 출신 학교
- 충암고등학교